# صاصل كردي
صاصل كردي (الاسم العلمي: Ornithogalum kurdicum) هو نوع نباتي يتبع جنس الصاصل من فصيلة الهليونية.